# Université d'État du Midwest
L'université d'État du Midwest (en anglais : Midwestern State University ou MSU) est une université américaine située à Wichita Falls au Texas.

## Anciens élèves
- Mark Boulware (né en 1948), diplomate américain

## Source
- (en) Cet article est partiellement ou en totalité issu de l’article de Wikipédia en anglais intitulé « Midwestern State University » (voir la liste des auteurs).